# Parc de la Préhistoire
Vous pouvez aider à l'améliorer ou bien discuter des problèmes sur sa page de discussion.
- Il ne cite pas suffisamment ses sources. Vous pouvez indiquer les passages à sourcer avec {{référence nécessaire}} ou {{Référence souhaitée}}, et inclure les références utiles en les liant aux notes de bas de page. (Marqué depuis mars 2024)
- Certaines informations devraient être mieux reliées aux sources mentionnées dans la bibliographie ou les liens externes. Améliorez sa vérifiabilité en les associant par des références. (Marqué depuis mars 2024)
- Il ne s’appuie pas, ou pas assez, sur des sources secondaires ou tertiaires. (Marqué depuis mars 2024)
- Il contient une ou plusieurs listes. Le texte gagnerait à être rédigé sous la forme d’un ou plusieurs paragraphes synthétiques, afin d’être plus agréable à lire. (Marqué depuis mars 2024)

- Archive Wikiwix
- Bing
- Cairn
- DuckDuckGo
- E. Universalis
- Gallica
- Google
- G. Books
- G. News
- G. Scholar
- Persée
- Qwant
- (zh) Baidu
- (ru) Yandex
- (wd) trouver des œuvres sur Wikidata

Le Parc de la Préhistoire (en italien : Parco della Preistoria) est un parc éducatif italien de plus de 100 hectares de forêts, consacré à la Préhistoire, situé en banlieue de la commune de Rivolta d'Adda, dans la province de Crémone, en Lombardie, à environ 20 km à l'est de Milan. 

## Historique
- 1976 à 1978 : premiers travaux, reconstitutions d'animaux préhistoriques grandeur nature en fibre de verre ;
- 1978 : ouverture et inauguration du parc ;
- 1982 : inauguration de l'exposition fossiles et minéraux ;
- 1988 : augmentation de la capacité d'accueil de visiteurs ;
- 2000 : nouvelles reconstitutions d'animaux préhistoriques ;
- 2009 : inauguration du musée paléontologique ;
- 2013 : insertion du Saltriovenator ;
- 2016 : insertion du Ticinosuchus et Titanosaurus ;
- 2017 : insertion du Smilodon ;
- 2019 : insertion du Diplodocus ;
- 2023 : insertion du Spinosaurus, mouvement de l'Allosaurus à côté du Stegosaurus et inversion de position entre Saltriovenator et Scolosaurus.

## Botanique

### Flore du parc
Le long de la berge gauche de l'Adda, le parc fait découvrir la flore primaire typique de cette région du Nord de l'Italie, épargnée par l'agriculture, le remembrement et les déboisements, par exemple les latifeuilles caducs. Le bois du parc reçoit, en outre, espèces ligneuses entremêlées, comme: peupliers, ormes, robiniers, etc. Même si le parc ressent l'infiltration d'autres espèces sauvages (comme violettes, primevères, aubépines, etc.).

### Arbres
Les arbres du parc sont un mélange de latifeuilles caducs. La structure de la forêt est subdivisée en trois couches: arborescent, arbustif, herbacé. L'arborescent est constitué de plantes au haut tronc (sur les 15 m de hauteur moyenne). Les chevelures des arbres de cette couche donnent une couverture continue rare en donnant l'impression d'une forêt ouverte. La couche arbustive est caractérisée par plantes à la hauteur variable (de 1 à 7 mètres). La couche herbacée est constituée par espèces différentes entre qui aussi espèces grimpantes comme le lierre grimpant.

### Le marécage
Le marécage dérivant du voisin Lago degli Aironi (Lac des Hérons) est caractérisé par une courbe ample, développé au fil du temps en se détachant du lac cité (méandre). Il est possible d'admirer la végétation sur les bords, caractérisée de: saules et mélèzes; le reste est végétation aquatique, caractérisée de: nymphaeas, nuphar, tropaeolum, etc. Dans les parties boueuses on remarque des typhas et des cannes marécageuses. Le reste de la végétation, présent dans le centre du marécage, est constitué de plantes submergées, plantes flottantes, plantes semi-immergées, cannaies, etc.

## Zoologie

### Faune du parc
Le parc est une tranche d'écosystème local. Dans le parc sont librement présents de petits mammifères, comme des lièvres, écureuils, souris champêtres, loirs, etc. Il est aussi possible d'apercevoir des carnivores, comme le renard, le blaireau européen, le hérisson, la taupe, etc.
Parmi les insectes, on trouve des papillons, frelons, hannetons, coccinelles, moustiques, punaises, guêpes, abeilles, fourmis, etc. Il y a aussi la présence d'amphibiens, comme des grenouilles, crapauds, salamandres, tritons, etc. 
Les reptiles sont représentés par des lézards, lézards verts, couleuvre d'eau (inoffensives), etc. Toutes ces espèces animales vivent en liberté.
Il y a aussi dans le Parc des espèces présentes en semi-liberté, c'est-à-dire en enceintes larges, comme des cerfs, ânes, chevaux, chèvres, moutons, daims, perroquets, paons, etc.

## Reconstitutions
Une trentaine d'espèces reconstituées sont présentées le long d'un sentier de découverte.